# Mirabilis (Unternehmen)
Mirabilis (lateinisch für bewundernswert, erstaunlich) war der Name eines israelischen Unternehmens, welches das populäre Instant-Messaging-Programm ICQ entwickelt hat. Das Unternehmen wurde 1996 durch die vier Israelis Arik Vardi, Yair Goldfinger, Sefi Vigiser und Amnon Amir gegründet und nur zwei Jahre später von AOL gekauft.
Ursprünglich wurde Mirabilis von Yossi Vardi, dem Vater von Arik Vardi, finanziert. Der Geschäftsmann hat an die Geschäftsidee geglaubt und ICQ beworben, obwohl die Erfolgsaussichten als äußerst gering eingeschätzt wurden.
ICQ wuchs rasch, als immer mehr Benutzer die Idee per Mundpropaganda verbreiteten und ihre Freunde und Bekannten dazu brachten, ebenfalls das Programm zu benutzen. Ein starker Netzwerkeffekt entstand, da nur dann miteinander kommuniziert werden kann, wenn beide Partner das gleiche System – eben ICQ – benutzen.
Obwohl Mirabilis damals keine Einnahmen hatte, kaufte AOL das Unternehmen 1998 für insgesamt 407 Millionen US-Dollar (287 Millionen US-Dollar in bar und 120 Millionen US-Dollar über drei Jahre verteilt). Obwohl AOL auch einen eigenen Instant Messenger, den AOL Instant Messenger anbietet, wurde ICQ von AOL dennoch weiterentwickelt.
Im Jahr 2010 wurde Mirabilis an das russische Investmentunternehmen Digital Sky Technologies weiterverkauft, das seit September 2010 Mail.ru Group heißt.